# Los Nuevos Shain's
Los Nuevos Shain's fue un grupo de rock psicodélico peruano, que tuvo actividad durante 1969 tras la separación de Los Shain's, grabando varios discos de 45 r. p. m. y un LP. Considerada la banda transitoria que luego daría vida a PAX una de las primeras bandas de hard rock y heavy rock de Latinoamérica.

## Historia
Tras la separación de Los Shain's, Pico Ego Aguirre quien quería explorar nuevos sonidos como la psicodelia y el proto hard rock decidió formar una nueva banda con el estilo de Iron Butterfly, Santana y Jimi Hendrix. Por ello a inicios de 1969 decidió buscar nuevos músicos como el cantante y tecladista Zulu, Chicho Sotomarino como principal voz , este último luego sería reemplazado por Karl Seibt, además integraron la banda Loui Gay en bajo que luego sería reemplazado por Jesús Kruger como segunda guitarra y José Clarke en batería. Durante sus presentaciones solo interpretaban temas nuevos y algunos covers de The Yardbirds, muy poco de Los Shain's pese a que Pico es propietario del nombre y fundador del grupo. Tampoco ya no usaban uniforme como en Los Shain's sino esta vez un look más psicodélico y hippie. Para fines de 1969 el grupo se disuelve completamente y Pico Ego Aguirre empezaría un nuevo proyecto que se basaría en el hard rock que empezaba a dar sus primeros relámpagos y formaría PAX.

## Discografía

### EP
- (Iempsa DC-022 1969)

01. Nunca Volvere a Georgia
02. Mar de Felicidad
03. Buena Inspiración
04. If

### Álbum de estudio
- Los Nuevos Shain's (Iempsa 1969)

01. Massachisetts
02. Tu Blanca Palidez
03. Sweet Wine
04. Soul Limbo
05. Abre La Puerta
06. Departamento Paraíso
07. Cárcel De Flores
08. Dile Que No
09. Me Tienes Corriendo Nena
10. Colapsus
11. No Puedes Oirme
12. Este Tiempo Mejor

### Recopilatorio
- Sencillos 1969-1970 (Repsychled Records 2005)

01. If
02. Purple Haze
03. White Room
04. Blues In E
05. Guau Guau A Go Go
06. The Sky Is Falling
07. Somebody To Love
08. Indian Love
09. It's All The Same
10. Wicked World
11. Never Come Back To Georgia
12. Sea Of Joy
13. Good Inspirations